# Yokoyama Kumi
Yokoyama Kumi (横山 久美, sinh ngày 13 tháng 8 năm 1993) là một cầu thủ bóng đá nữ người Nhật Bản.

## Đội tuyển bóng đá nữ quốc gia Nhật Bản
Yokoyama Kumi thi đấu cho đội tuyển bóng đá nữ quốc gia Nhật Bản.

## Thống kê sự nghiệp
| Nhật Bản  | Nhật Bản | Nhật Bản |
| Năm       | Trận     | Bàn      |
| --------- | -------- | -------- |
| 2015      | 5        | 2        |
| 2016      | 8        | 3        |
| 2017      | 11       | 6        |
| 2018      | 11       | 5        |
| 2019      | 8        | 1        |
| Tổng cộng | 43       | 17       |

### Bàn thắng
| No. | Date                 | Venue                           | Opponent    | Score | Result | Competition                       |
| --- | -------------------- | ------------------------------- | ----------- | ----- | ------ | --------------------------------- |
| 1.  | 6 tháng 3 năm 2015   | Faro, Bồ Đào Nha                | Bồ Đào Nha  | 2–0   | 3–0    | Cúp Algarve 2015                  |
| 2.  | 8 tháng 8 năm 2015   | Vũ Hán, Trung Quốc              | Trung Quốc  | 1–0   | 2–0    | Cúp bóng đá nữ Đông Á 2015        |
| 3.  | 4 tháng 3 năm 2016   | Osaka, Nhật Bản                 | Trung Quốc  | 1–2   | 1–2    | Vòng loại Thế vận hội Mùa hè 2016 |
| 4.  | 7 tháng 3 năm 2016   | Osaka, Nhật Bản                 | Việt Nam    | 5–1   | 6–1    | Vòng loại Thế vận hội Mùa hè 2016 |
| 5.  | 2 tháng 6 năm 2016   | Commerce City, Colorado, Hoa Kỳ | Hoa Kỳ      | 3–3   | 3–3    | Giao hữu                          |
| 6.  | 1 tháng 3 năm 2017   | Parchal, Bồ Đào Nha             | Tây Ban Nha | 1–2   | 1–2    | Cúp Algarve 2017                  |
| 7.  | 6 tháng 3 năm 2017   | Faro, Bồ Đào Nha                | Na Uy       | 1–0   | 2–0    | Cúp Algarve 2017                  |
| 8.  | 6 tháng 3 năm 2017   | Faro, Bồ Đào Nha                | Na Uy       | 2–0   | 2–0    | Cúp Algarve 2017                  |
| 9.  | 8 tháng 3 năm 2017   | Faro, Bồ Đào Nha                | Hà Lan      | 1–2   | 2–3    | Cúp Algarve 2017                  |
| 10. | 9 tháng 4 năm 2017   | Kumamoto, Nhật Bản              | Costa Rica  | 1–0   | 3–0    | Giao hữu                          |
| 11. | 10 tháng 6 năm 2017  | Breda, Hà Lan                   | Hà Lan      | 1–0   | 1–0    | Giao hữu                          |
| 12. | 7 tháng 4 năm 2018   | Amman, Jordan                   | Việt Nam    | 1–0   | 4–0    | Cúp bóng đá nữ châu Á 2018        |
| 13. | 17 tháng 4 năm 2018  | Amman, Jordan                   | Trung Quốc  | 2–0   | 3–1    | Cúp bóng đá nữ châu Á 2018        |
| 14. | 17 tháng 4 năm 2018  | Amman, Jordan                   | Trung Quốc  | 3–1   | 3–1    | Cúp bóng đá nữ châu Á 2018        |
| 15. | 20 tháng 4 năm 2018  | Amman, Jordan                   | Úc          | 1–0   | 1–0    | Cúp bóng đá nữ châu Á 2018        |
| 16. | 11 tháng 11 năm 2018 | Tottori, Nhật Bản               | Na Uy       | 1–0   | 4–1    | Giao hữu                          |
| 17. | 9 tháng 4 năm 2019   | Paderborn, Đức                  | Đức         | 2–1   | 2–2    | Giao hữu                          |